# 로버트나무쌀쥐
로버트나무쌀쥐(Oecomys roberti)는 비단털쥐과 나무쌀쥐속에 속하는 남아메리카 설치류이다. 아마존 우림에 널리 분포하며, 볼리비아와 브라질, 프랑스령 기아나, 가이아나, 페루, 수리남, 베네수엘라에서 발견된다.